# Maximiliano Kosteki
Maximiliano Kosteki (né le 3 juillet 1979 à Lomas de Zamora, dans la province de Buenos Aires et mort le 26 juillet 2002 à Avellaneda, Argentine) est un jeune peintre argentin assassiné à l'âge de 23 ans par la police provinciale lors d’une manifestation du mouvement des Piqueteros (mouvement de chomeurs), dans la gare d'Avellaneda, au sud de Buenos Aires. Les circonstances de sa mort donnent à penser qu’il s’agissait d'une exécution extrajudiciaire, selon le rapport d'Amnesty International. Cet assassinat a, par la suite, été désigné sous le nom de massacre d'Avellaneda (es).   

## Biographie
Maximiliano Kosteki était un jeune homme issu d'un milieu modeste, qui tentait de survivre dans la période de crise économique que connut l'Argentine au début du XXIe siècle. Sa famille était d'origine polonaise et sa mère donnait des leçons particulières d'anglais. Il avait suivi ses études secondaires dans une classe avec une orientation artistique et avait pour objectif de s'inscrire à la faculté des beaux-arts. Il avait suivi un cours de sculpture et étudiait également la peinture, le dessin et le piano. Il avait, en outre, participé à un atelier d'écriture à Lomas de Zamora, qui porte aujourd'hui son nom.
Pour subsister, il avait dû faire divers petits métiers, avait vendu des fleurs, s'était occupé de chiens et il acceptait tous les petits boulots qui se présentaient, mais il continuait toujours à dessiner, écrire et peindre. En outre il pratiquait la capoeira (une danse brésilienne), jouait de la guitare basse, de la flûte à bec et de l'harmonica.
Le 1er mai 2002, il assista à une manifestation sur la Place de Mai (Plaza de Mayo) à Buenos Aires, où il s'était assis et était en train de dessiner « l'Ange ». Il prit connaissance à cette occasion des projets du mouvement de chômeurs Movimiento Trabajadores Desocupados (MTD) de Guernica (province de Buenos Aires) et commença à aller aux réunions et participer aux activités du mouvement.
Peu de temps avant sa mort, Maximiliano Kosteki avait exposé une vingtaine de ses œuvres.
La nuit précédant sa mort, il écrivit : « J'observe bien au-delà de ce qui est visible. »
Le 26 juillet 2002, il participa, dans la ville d'Avellaneda, à une manifestation du mouvement des piqueteros. Réfugié dans la gare, avec un autre jeune, Darío Santillán (es), il fut assassiné de sang froid par deux policiers, qui furent condamnés à des peines de prison à perpétuité, le 9 janvier 2006, par le tribunal de Lomas de Zamora, au sud de Buenos Aires.
Un an jour pour jour après sa mort, le Centre culturel d'art de l'usine Grissinópoli — un centre artistique installé dans une friche industrielle — organisa une exposition des œuvres de Maximiliano Kosteki, à la fois pour lui rendre hommage et pour participer à la campagne réclamant des éclaircissements sur les circonstances du meurtre et la condamnation des policiers coupables.